# Арендт, Ариадна Александровна
Ариа́дна Алекса́ндровна А́рендт (10 (23) июня 1906, Симферополь — 12 октября 1997, Москва) — советский скульптор, график.
Внучка Николая Андреевича Арендта. Жена скульпторов М. Б. Айзенштадта и А. И. Григорьева (второй муж). Основатель московского кружка теософов.

## Биография

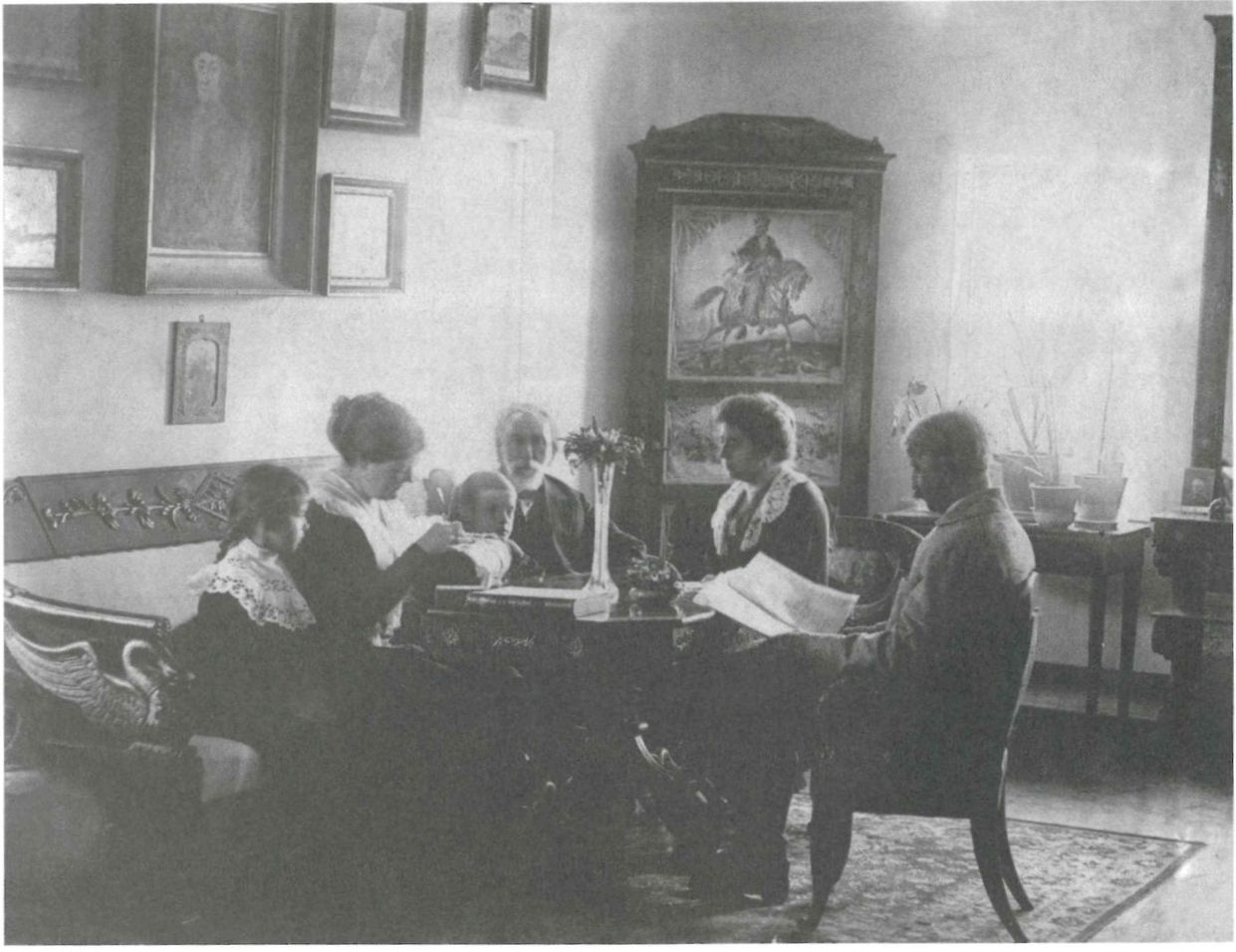
В гостиной имения Боран-Эли. Слева направо: Ольга Микеладзе, Ариадна Арендт-Латри (ребёнок на руках), С. А. Раевский, Михаил Латри. Около 1910 года.

Родилась в Симферополе в семье врачей. Семья А. А. Арендт ещё до первой мировой войны была дружна с М. А. Волошиным. С детства Ариадну возили в Боран-Эли под Старым Крымом в имение тети Ариадны Николаевны и её мужа Михаила Пелопидовича Латри, внука И. К. Айвазовского. К ним нередко наведывался Волошин. Там и в Симферополе большое внимание Волошин уделял рисункам Ариадны и оказал на неё огромное влияние как личность. В 1921 году Волошин спас маму Ариадны Софию Николаевну Арендт, вырвав её из подвалов симферопольской ЧК.
Училась в Симферопольской гимназии, В 1923—1926 годах — в Симферопольском техникуме изобразительных искусств у Н. С. Самокиша и И. Я. Иткинда. Будучи студенткой Симферопольского техникума ИЗО, Ариадна навещала Волошина в Коктебеле. В 1928 году поступила в Высший художественно-технический институт (ВХУТЕИН) в Москве. Где её преподавателями были В. И. Мухина, И. М. Чайков, С. Ф. Булаковский, И. С. Ефимов и В. А. Фаворский. В Москве с Ариадной происходит несчастный случай — она попадает под трамвай.
Из воспоминаний Алексея Козлова:

«У Ариадны Александровны не было обеих ног, она сидела на коляске. Мы разговорились, сразу стали интересны друг другу, и она рассказала мне вот такую историю. Она настоящая штайнеристка, верила в реинкарнацию полностью. В двадцатые годы она — молодая девушка, студентка Вхутемаса, шла по Москве и вдруг её сбил трамвай. Она очнулась в больнице без ног. И она рассказала мне: „Когда я поняла, что мне отрезало ноги, я почувствовала возвышенное облегчение! Счастье!“… Она расплатилась за что-то. Что-то было кармическое, какой-то грех в прошлой жизни. Это потрясающе!..»
После расформирования института в 1930 году и в связи с переводом отделений живописи и скульптуры в Ленинград, в Академию художеств, продолжила учёбу там во вновь созданном Институте пролетарского изобразительного искусства (ИНПИИ). Окончила его в 1932 году. Член Союза художников с 1934 года.
В 1948 году её мужа осуждают на 8 лет лагерей за участие в «Антисоветском теософском подполье». В отношении Ариадны Александровны и её тети, О. А. Буткевич, возникло дочернее «Дело баронесс», хотя никакими баронессами они не были. Но делу не дали хода, возможно потому, что одна женщина была слишком стара, другая — без ног.
После ареста Григорьева Арендт изгнали из их общей мастерской. 11-ю рейсами грузовика вывезли скульптуры к друзьям семьи — семье Н. Ф. Усольцева — в ветхий деревянный дом, откуда они только что переехали. Однако там вскоре обрушился потолок, и почти все их работы погибли. Часть произведений сохранил в своей квартире профессор В. В. Ковальский.
Из письма Ариадны Александровны своему мужу времен его первого этапного периода:

«Свердловск, п/о 19, п/я 245. Григорьеву Анатолию Ивановичу. Москва — 24.08.48. Свердловск — 23.09.48.
Дорогой мой друг! Мы все преодолеем, все переживем, ты будешь заниматься своим любимым делом с ещё большей глубиной и энергией, и все наши переживания послужат нам же на пользу. Искусство твое никуда не уйдет. Это огромное испытание надо выдержать на отлично. Не унывай, не опускайся. Я добьюсь пересмотра. Тебя посылают в Норильск. Это далеко, но не так уж — устье Енисея. Как только получу письмо — вышлю посылку. А с навигацией будущего года мы с сыном приедем, м.б. останемся, а если нет смысла — поедем обратно. Это как ты захочешь, и как мы сообща найдем нужным. Мужайся, друг мой. Пиши как можно чаще хоть по несколько слов. В Красноярск высылаю деньги. Целую, будь здоров, до свидания. Аля».
Ариадна Александровна борется за судьбу мужа. Обращение за содействием к В. Н. Голубкиной (в возглавляемом ею музее А. С. Голубкиной Анатолий Иванович обучал молодежь ремеслу скульптура), а также к своему учителю В. И. Мухиной и С. Д. Меркурову, а их, в свою очередь, к Сталину было в то время мужественным поступком со стороны академиков. Мухина дала хотя и сдержанную, но очень положительную профессиональную характеристику Григорьева, указав, что он может быть использован для скульптурного оформления Москвы, а Меркуров на том же письме приписал, что Григорьев талантливый скульптор. Это сыграло позитивную роль. Мужа переводят из Норильска в Кучино, где использовался не на общих работах, но как скульптор.
В 1954 году, после 7 лет в лагерях, Григорьева освобождают. В 1955—1956 годах Арендт и Григорьев строят дом в Коктебеле. И с того времени и до смерти мужа почти пополам делят своё время между Москвой и Коктебелем.

Могила Арендт на Коктебельском кладбище.

## Память
За годы своего творчества Ариадна Александровна создала более 70 портретов, десятки композиций, жанровых, декоративных и графических работ, занималась садово-парковой скульптурой и керамикой — по анималистической, сказочной и басенной тематике. Очень своеобразны её не имеющие аналогов скульптуры из морской гальки и окаменелостей. Её произведения находятся в Художественной галерее им. И. К. Айвазовского в Феодосии, Третьяковской галерее, в Русском музее и во многих других музеях России и за рубежом.
Похоронена в Коктебеле на поселковом кладбище.

## Выставки
- 1933, Москва: Выставка «Художники РСФСР за XV лет (1917—1932)». Скульптура.
- 1934, Москва: Выставка начинающих молодых художников
- 1936, Москва: Выставка-смотр произведений молодых художников (Живопись, графика, скульптура)
- 1938, Москва: Выставка живописи, графики и скульптуры женщин-художников
- 1939, Москва: ВЫСТАВКА РАБОТ ЖЕНЩИН-ХУДОЖНИЦ К МЕЖДУНАРОДНОМУ ЖЕНСКОМУ ДНЮ
- 1940, Москва: ВЫСТАВКА СКУЛЬПТУРЫ МОСКОВСКОГО СОЮЗА СОВЕТСКИХ ХУДОЖНИКОВ
- 1941, Москва: Молодые художники РСФСР
- 1947, Москва: МОСКОВСКАЯ ОБЛАСТНАЯ ХУДОЖЕСТВЕННАЯ ВЫСТАВКА, ПОСВЯЩЕННАЯ 30-ЛЕТИЮ СОВЕТСКОЙ ВЛАСТИ
- 1952, Москва: Выставка произведений московских скульпторов
- 1955—2000: Участие во многих выставках — московских, республиканских, всесоюзных и зарубежных.
- 1977—1978: Персональная выставка А. А. Арендт и А. И. Григорьева. Скульптура. Выставочный зал МОСХ РСФСР (ул. Вавилова, 65).
- 1991, Москва: Персональная выставка. Скульптура, графика. Выставочные залы МОСХ РСФСР (ул. Беговая, 7/9)
- 1993, Москва: Восьмая выставка произведений художников России. Каталог с.44
- 1997, Москва: ВЫСТАВКА СЕМЬИ ХУДОЖНИКОВ А. А., М. Ю., Н. Ю. АРЕНДТ, А. И. ГРИГОРЬЕВА, М. Б.АЙЗЕНШТАДТА. СКУЛЬПТУРА, ГРАФИКА, ЖИВОПИСЬ. Объединение московских скульпторов, Дом скульптора.
- 1999, Москва: ВЫСТАВКА А. А. АРЕНДТ И А. И. ГРИГОРЬЕВА. СКУЛЬПТУРА. ВМЕСТЕ С ВЫСТАВКОЙ ЖИВОПИСИ И ГРАФИКИ Н. К., С. Н. и Ю. Н. РЕРИХОВ из частных собраний. Центр-музей им. Н. К. Рериха.
- 2005, Москва: ВЫСТАВКА ИЗ СЕРИИ «РЕПРЕССИРОВАННЫЕ ХУДОЖНИКИ». АНАТОЛИЙ ГРИГОРЬЕВ, АРИАДНА АРЕНДТ. СКУЛЬПТУРА, ГРАФИКА. Музей и общественный центр им. Андрея Сахарова.
- 2006, Коктебель: Персональная выставка к 100-летию со дня рождения. Скульптура, графика. Дом-музей М. А. Волошина.
- 2007—2008, Москва: ВЫСТАВКА «СБЛИЖЕНИЕ МУЗ». НЕМЕЦКИЕ ХУДОЖНИКИ РОССИИ В XX ВЕКЕ. АРЕНДТ А., КНОБЛОК Б., КНОБЛОК А., ЭЙЗЕНШТЕЙН С., ЭНГЕЛЬС О. ЖИВОПИСЬ, ГРАФИКА, СКУЛЬПТУРА.[4]